# 华北理工大学轻工学院
华北理工大学轻工学院（英語：Qinggong College, North China University of Science and Technology），旧称河北理工大学轻工学院、河北联合大学轻工学院，位于中华人民共和国河北省唐山市，是经河北省人民政府批准、国家教育部确认，由华北理工大学举办的独立学院。

## 学院基本概况
- 英文名：Qinggong College, North China University of Science and Technology
- 建立：1958年
- 校训：勤奋求实，敏思践行
- 办学性质：省属普通本科高校
- 学院代码：13408
- 学位层次：学士
- 本科批次：第三批次
- 校址：

| 校区     | 地址                                             | 邮政编码 |
| -------- | ------------------------------------------------ | -------- |
| 本部     | 河北省唐山市高新技术产业园区大学西道11号         | 063000   |
| 丰润校区 | 河北省唐山市丰润区唐丰路东1.3公里（102国道南侧） | 064099   |

## 院系设置
| - 材料与能源学院 - 机械工程学院 - 建筑工程学院 | - 电气信息学院 - 商学院 - 知行书院 | - 影视与设计艺术学院 - 体育工作部 - 社会科学部 |

（专业设置）

## 历史沿革
| 1958年建校                                                   |
| 2000年改建为河北理工学院轻工分院                             |
| 2001年由河北理工学院举办独立学院，更名为河北理工学院启明学院 |
| 2003年更名为河北理工学院轻工学院                             |
| 2010年更名为河北联合大学轻工学院                             |
| 2015年更名为华北理工大学轻工学院                             |